# Homo cepranensis
Homo cepranensis era il nome proposto da alcuni paleontologi per identificare l'uomo di Ceprano o Argil, i cui resti fossili (un cranio) sono stati rinvenuti a Ceprano, in provincia di Frosinone.

## Tassonomia
I reperti del genere Homo del Pleistocene medio sono stati oggetto di diverse interpretazioni sistematiche e tassonomiche. In particolare è discusso lo status dell'Homo erectus, specie a cui fino a poco tempo erano assegnati tutti i reperti africani, asiatici ed europei databili da 1,7 a 0,4 Ma. Il dibattito riguarda la questione se assegnare questi reperti, che mostrano una notevole variabilità morfologica, ad una sola specie – Homo erectus appunto –  dalla grande diffusione geografica e cronologica o frazionarli in più entità. Secondo l'ipotesi che attualmente trova più riscontro l'Homo erectus comprende esclusivamente gli esemplari provenienti dall'Asia orientale.
La morfologia di Homo cepranensis è a proposito sorprendente e significativa. L'analisi dei caratteri facciali ha dimostrato come il calvario di Ceprano non sia assimilabile né con Homo erectus né alle forme successive che si ritrovano in Africa in Europa e parzialmente anche in Asia e che vengono da alcuni riunite nella specie Homo heidelbergensis. Clarke, che riconduce il cranio di Ceprano alla variabilità di Homo erectus, lo associa al controverso cranio siglato OH9 rinvenuto da Louis Leakey nel 1960 a Olduvai.
Di particolare interesse il rapporto tra Homo cepranensis ed il materiale coevo (almeno secondo la datazione 'classica' del cranio di Ceprano) rinvenuto alla Gran Dolina di Atapuerca. In questa località nel luglio del 1994, quindi pochi mesi dopo la scoperta di Argil, una squadra di archeologi diretta da Eudald Carbonell i Roura dell'Università di Tarragona rinvenne circa 80 frammenti fossili umani, quasi tutti riferibili a individui ancora nell'età della crescita. Per questi reperti è stato proposto il nome di Homo antecessor. Secondo Giorgio Manzi è ragionevole ritenere in via provvisoria, in attesa di un confronto diretto, i reperti spagnoli e quello italiano come appartenenti alla medesima specie.
Sulla base di studi del 2017, l'Uomo di Ceprano è classificato come Homo heidelbergensis, seppure rimangono affinità con l'Homo neanderthalensis.